# روبرت فرانز شميت
روبرت فرانز شميت (بالألمانية: Robert Franz Schmidt)‏ هو عالم وظائف الأعضاء ألماني، ولد في 16 سبتمبر 1932 في لودفيغسهافن في ألمانيا، وتوفي في 13 سبتمبر 2017.